# Live at the BBC: 1967-1970
Live at the BBC: 1967-1970 is een dubbel muziekalbum van de Britse band Moody Blues.
In 2007 volgt een hele rij heruitgaven van "oude" muziekalbums van de Moodies; ze zijn geremasterd en aangevuld met alternatieve, demo- en radio-opnamen. Voor diegene die niet wilden overgaan tot aanschaf van die geremasterde albums, waarop ook sommige opnamen van BBC werd dit dubbelalbum uitgegeven.
In 2019 volgde de uitgave op langspeelplaat; de nummers werden verdeeld over drie elpees, de nummers leken daarbij opnieuw geremasterd; het hoesontwerp kwam volgens Bessel beter tot zijn recht in de LP-versie.

## Musici
- Justin Hayward - zang, gitaar;
- John Lodge - zang, basgitaar,
- Ray Thomas - zang, blaasinstrumenten;
- Mike Pinder - zang, toetsen, mellotron;
- Graeme Edge - slagwerk.

## Composities
| track | compositie                              | componist(-en)                             | tijd | wanneer opgenomen                    |
| ----- | --------------------------------------- | ------------------------------------------ | ---- | ------------------------------------ |
| CD 1  |                                         |                                            |      |                                      |
| 1     | "Fly Me High"                           | Justin Hayward                             | 3:00 | 9 mei 1967 BBC Radio                 |
| 2     | "Don't Let Me Be Misunderstood"         | Bennie Benjamin/Gloria Caldwell/Sol Marcus | 2:23 | idem                                 |
| 3     | "Love and Beauty"                       | Mike Pinder                                | 2:12 | 20 september 1967 Easybeat-opname    |
| 4     | "Leave This Man Alone"                  | Justin Hayward                             | 2:52 | idem                                 |
| 5     | "Peak Hour"                             | John Lodge                                 | 3:21 | idem                                 |
| 6     | "Nights in White Satin"                 | Justin Hayward                             | 4:22 | 6 november 1967 Dave Symonds Show    |
| 7     | "Fly Me High"                           | Justin Hayward                             | 2:45 | 1 januari 1968 Dave Symonds Show     |
| 8     | "Twilight Time"                         | Ray Thomas                                 | 2:08 | idem                                 |
| 9     | "Dr. Livingstone, I Presume"            | Ray Thomas                                 | 2:58 | 5 juli 1968 Dave Symonds Show        |
| 10    | "Voices in the Sky"                     | Justin Hayward                             | 2:50 | idem                                 |
| 11    | "Ride My See-Saw"                       | John Lodge                                 | 3:49 | 16 juli 1968 Top Gear                |
| 12    | "The Best Way to Travel"                | Mike Pinder                                | 3:38 | idem                                 |
| 13    | "Voices in the Sky"                     | Justin Hayward                             | 3:53 | idem                                 |
| 14    | "Dr. Livingstone, I Presume"            | Ray Thomas                                 | 2:58 | idem                                 |
| 15    | "Peak Hour"                             | John Lodge/Justin Hayward                  | 3:29 | 7 oktober 1968 Afternoon popshow     |
| 16    | "Tuesday Afternoon"                     | Justin Hayward                             | 3:24 | idem                                 |
| 17    | "Ride My See-Saw"                       | John Lodge                                 | 2:28 | idem                                 |
| 18    | "Lovely to See You"                     | Justin Hayward                             | 2:25 | 18 februari 1969 Top Gear            |
| 19    | "Never Comes the Day"                   | Justin Hayward                             | 4:33 | idem                                 |
| 20    | "To Share Our Love"                     | John Lodge                                 | 2:21 | idem                                 |
| 21    | "Send Me No Wine"                       | John Lodge                                 | 2:40 | idem                                 |
| 22    | "So Deep Within You"                    | Mike Pinder                                | 3:06 | 2 april 1969 Tony Brandon Show       |
| 23    | "Lovely to See You"                     | Justin Hayward                             | 2:15 | idem                                 |
| CD 2  |                                         |                                            |      |                                      |
| 1     | "Nights in White Satin"                 | Justin Hayward                             | 4:40 | 31 mei 1969 Tom Jones Show           |
| 2     | "Another Morning"                       | Ray Thomas                                 | 2:58 | idem                                 |
| 3     | "Ride My See-Saw"                       | John Lodge                                 | 3:46 | 14 september 1968 Colour Me Pop      |
| 4     | "Dr. Livingstone, I Presume"            | Ray Thomas                                 | 3:01 | idem                                 |
| 5     | "House of Four Doors"                   | John Lodge                                 | 5:56 | idem                                 |
| 6     | "Voices in the Sky"                     | Justin Hayward                             | 3:23 | idem                                 |
| 7     | "The Best Way to Travel"                | Mike Pinder                                | 3:22 | idem                                 |
| 8     | "Visions of Paradise"                   | Justin Hayward/Ray Thomas                  | 1:14 | idem                                 |
| 9     | "The Actor"                             | Justin Hayward                             | 1:50 | idem                                 |
| 10    | "Gypsy (Of a Strange and Distant Time)" | Justin Hayward                             | 3:07 | 17 december 1969 BBC Live in Concert |
| 11    | "The Sunset"                            | Mike Pinder                                | 3:47 | idem                                 |
| 12    | "Never Comes the Day"                   | Justin Hayward                             | 4:21 | idem                                 |
| 13    | "Are You Sitting Comfortably"           | Justin Hayward/Ray Thomas                  | 3:00 | idem                                 |
| 14    | "The Dream"                             | Graeme Edge                                | 0:52 | idem                                 |
| 15    | "Have You Heard"                        | Mike Pinder                                | 5:42 | idem                                 |
| 16    | "Nights in White Satin"                 | Justin Hayward                             | 3:03 | idem                                 |
| 17    | "Legend of a Mind"                      | Ray Thomas                                 | 4:34 | idem                                 |
| 18    | "Question"                              | Justin Hayward                             | 4:55 | idem                                 |